# HiAsm
HiAsm (по-русски произносящийся как «хайа́см») — бесплатная, ориентированная на графическое программирование, среда разработки приложений win32, Qt, wxWidgets, сценариев и страниц PHP, html и JavaScript, а также приложений для устройств на базе Windows Mobile — например, для КПК.
HiAsm является практическим примером реализации подхода модель-ориентированной архитектуры, также называемого «разработкой от модели». Значимость данного подхода состоит в абстрагировании от платформ и архитектур поставщиков аппаратного и системного программного (математического) обеспечения.
При разработке пользователю не требуются знания языков программирования и особенностей работы операционной системы, что позволяет создавать приложения, управляя их моделью с помощью интуитивно понятного графического интерфейса. Результатом работы HiAsm является исходный код на том или ином языке (в
этом смысле он сродни кодогенератору), впоследствии обрабатываемый соответствующим компилятором.

## Пакеты
Дополнить HiAsm возможностями по созданию приложений можно с помощью пакетов.

### Delphi & FPC
Базовый пакет, поставляющийся вместе со средой, позволяет разрабатывать Windows-приложения, используя компоненты Интернета, баз данных, графики (GDI и OpenGL), широких мультимедийных возможностей (звук), поддержки COM-портов и многого другого, а также фоновых программ, апплетов панели управления, библиотек DLL и прочего.

### Android
Пакет позволяет разрабатывать приложения под операционную систему Android.

### PocketPC
Позволяет разрабатывать приложения под Windows CE (для КПК и частично смартфонов). Причём пакет построен так, что схемы, собранные под PocketPC, практически без изменений можно переносить в Delphi&FPC и наоборот, что сокращает время на разработку программы  и на её портирование под другие платформы.

### WEB
Данный пакет позволяет разрабатывать WEB-приложения для серверной (скрипт на языке PHP) и клиентской стороны (JavaScript) с использованием языка разметки HTML. Особенностью данного пакета является то, что генерируемый по собранной схеме код практически не уступает по качеству тому, что мог бы написать разработчик вручную. Благодаря этому, данный пакет можно использовать для автоматической генерации некоторых шаблонов WEB-приложений с последующей их ручной правкой.

### FASM
Большей частью пакет служит примером и одновременно демонстрацией возможностей оболочки и потому интересен будет скорее всего только программистам, желающим разработать свой собственный пакет. Позволяет писать Win32-приложения на чистом ассемблере (Flat Assembler), с использованием компонентов вставки кода и связей между ними.

### Qt
Пакет на основе Qt позволяет разрабатывать кроссплатформенные приложения. Сам HiAsm возможно запускать только через Wine.

### wxWidgets
Пакет на основе wxWidgets, также как и Qt, позволяет создавать кроссплатформенные приложения.

## Hion
HiAsm Online IDE (hion) — web версия среды, позволяющая создавать простые web-приложения  для запуска в браузере, находится в стадии alpha тестирования. Текущая версия — 1.4 alpha. Доступен по адресу ide.hiasm.com. Среда поддерживает все современные браузеры: Chrome, Firefox, Opera, Safari, а также их мобильные версии.
Работа Hion базируется на консольной версии Hiasm 5 и кодогенератора RTCG. Собранная в среде схема отправляется на сервер, после чего открывается в hiasm5 и с помощью кодогенератора RTCG собирается в приложение, представляющее собой набор файлов *.html, *.js и *.css. Скомпилированное приложение можно запустить с сервера hion или скопировать к себе на хостинг, для запуска оттуда. 

## Micro HiAsm
Упрощённая версия среды, предназначенная для запуска на КПК. Позволяет редактировать и сохранять схемы, но не компилировать. На данный момент не поддерживается.

## HiAsm 5
На данный момент разработка пятой версии среды остановлена. Однако началась разработка новой среды HiAsm.NET. HiAsm.NET первоначально был сделан с использованием большого количества исходного кода HiAsm 5. С какого-то момента он стал дополняться оригинальным кодом, которого не было в HiAsm 5 или перенос которого был нецелесообразен. Поэтому не стоит смешивать эти два проекта как один.

## Публикации в журналах
- Кристофер. HiAsm 3.17 - быстрое создание Windows-приложений // Компьютерные вести. — 4 November, 2004.
- Борислав Ларин. Ассемблерный конструктор // Мой компьютер [UA]. — 29.04.2005. — № 18 (345). Архивировано 12 апреля 2015 года.
- Андрей Крупин (30 августа 2005). Программируем мышкой. Компьютерра. Дата обращения: 6 апреля 2015.
- Визуальный программинг: Конструируем приложения с помощью HiAsm // Хакер. — февраль 2011.